# برايان كيني (معلق رياضي)
برايان كيني (بالإنجليزية: Brian Kenny)‏ هو معلق رياضي أمريكي، ولد في 18 أكتوبر 1963 في نيويورك في الولايات المتحدة.

## وصلات خارجية
- برايان كيني على موقع IMDb (الإنجليزية)